# Jogos Olímpicos de Inverno da Juventude de 2012
Os Jogos Olímpicos de Inverno de Juventude de 2012, oficialmente conhecidos como Jogos da I Olimpíada de Inverno da Juventude, foram um evento multi-esportivo e cultural para jovens celebrados na tradição dos Jogos Olímpicos de Inverno, durante janeiro de 2012. Foram realizados em Innsbruck, na Áustria, tal como foi anunciado em dezembro de 2008.
O Comitê Olímpico Internacional (COI) estabeleceu que o programa incluiria sete esportes, baseados no programa dos Jogos Olímpicos de Inverno de 2014, em Sóchi. Da mesma forma que acontece nos Jogos de Verão da Juventude, o número de eventos disponíveis foi menor e aqueles esportes de especial interesse dos jovens foram mantidos. O evento reuniu cerca de 1 059 atletas com idades entre os 14 e 18 anos e 750 oficiais. Um total de 70 Comitês Olímpico Nacionais, representando todos os cinco continentes, participaram dos Jogos.

## Processo de eleição
| Resultados da eleição da cidade-sede dos I Jogos Olímpicos de Inverno da Juventude | Resultados da eleição da cidade-sede dos I Jogos Olímpicos de Inverno da Juventude | Resultados da eleição da cidade-sede dos I Jogos Olímpicos de Inverno da Juventude |
| ---------------------------------------------------------------------------------- | ---------------------------------------------------------------------------------- | ---------------------------------------------------------------------------------- |
| Cidade                                                                             | CON                                                                                | Votos postais                                                                      |
| Innsbruck                                                                          | Áustria                                                                            | 84                                                                                 |
| Kuopio                                                                             | Finlândia                                                                          | 15                                                                                 |

O processo teve início em janeiro de 2008:
- 6 de março de 2008 – Os Comitês Olímpicos Nacionais (CON) informaram o COI os nomes das suas cidades candidatas. Esta lista não foi imediatamente publicada pelo COI.
- 19 de junho de 2008 – Cada cidade entregou sua documentação.
- Agosto de 2008 – O COI anunciou a lista das finalistas (Innsbruck e Kuopio).
- Outubro de 2008 – O Quadro Executivo do COI finalizou sua avaliação.
- Novembro de 2008 – O Quadro Executivo do COI enviou sua avaliação para a votação postal pelos demais membros.
- 12 de dezembro de 2008 – A cidade sede foi anunciada.[2]

### Cidades candidatas
Quatro cidades apresentaram a candidatura aos Jogos e foram anunciadas pelo COI em agosto de 2008.
- China, Harbin

Foi postulante aos Jogos Olímpicos de Inverno de 2010, mas não se tornou candidata. Harbin é conhecida como a "Cidade do Gelo" chinesa, pelos seus festivais durante o Inverno. A candidatura da cidade foi eliminada antes da votação final.
- Áustria, Innsbruck

Innsbruck já sediou os Jogos Olímpicos de Inverno em 1964 e 1976. A candidatura austríaca foi indicada pelo ÖOC (Comitê Olímpico Austriaco). Foi escolhida pelo Comitê Olímpico Internacional como cidade-sede em dezembro de 2008.
- Finlândia, Kuopio

Foi candidata pela primeira vez. Chegou a votação final, mas foi derrotada pela candidatura de Innsbruck.
- Noruega, Lillehammer

Cidade sede dos Jogos Olímpicos de Inverno de 1994. Não conseguiu chegar entre as candidaturas finalistas.

## Mascote
O mascote oficial dos Jogos Olímpicos de Inverno da Juventude de 2012 foi uma camurça antropomórfica alpina chamada Yoggl (pronuncia-se YOG). O nome é uma combinação de "Joggl", o apelido tirolês para Jakob, e YOG, a sigla dos Jogos Olímpicos da Juventude. Ele representa o respeito pela natureza, os estilos de vida e geografia do país anfitrião, modernidade, juventude e atletismo. O mascote foi desenhado por Florencia Demaría e Luis Andrés Abbiati da Argentina.

## Países participantes
De acordo com as regras estabelecidas pelo COI, apenas atletas com idade entre 14 e 19 anos puderam participar dos Jogos Olímpicos de Inverno da Juventude de 2012.
Mais de 1 000 atletas oriundos de 70 CONs estiveram representados, cujos critérios de qualificação para a participação nos Jogos difere de acordo com os esportes, e foram determinados pelos CONs e federações esportivas internacionais.
| - RSA África do Sul (1) - GER Alemanha (50) - AND Andorra (4) - ARG Argentina (4) - ARM Armênia (3) - AUS Austrália (12) - AUT Áustria (72) - BEL Bélgica (7) - BLR Bielorrússia (16) - BIH Bósnia e Herzegovina (3) - BRA Brasil (3) - BUL Bulgária (10) - CAN Canadá (55) - KAZ Cazaquistão (35) - CHI Chile (4) - CHN China (24) - CYP Chipre (1) - KOR Coreia do Sul (23) - CRO Croácia (10) - DEN Dinamarca (5) - ERI Eritreia (1) - SVK Eslováquia (34) - SLO Eslovênia (19) - ESP Espanha (8) | - USA Estados Unidos (56) - EST Estônia (18) - PHI Filipinas (1) - FIN Finlândia (40) - FRA França (29) - GEO Geórgia (2) - GBR Grã-Bretanha (16) - GRE Grécia (3) - HUN Hungria (11) - CAY Ilhas Cayman (1) - IND Índia (1) - IRI Irã (3) - IRL Irlanda (1) - ISL Islândia (3) - ITA Itália (33) - JPN Japão (30) - LAT Letônia (13) - LIB Líbano (2) - LIE Liechtenstein (2) - LTU Lituânia (6) - LUX Luxemburgo (1) - MAR Marrocos (1) - MEX México (1) | - MDA Moldávia (1) - MON Mônaco (1) - MGL Mongólia (2) - MNE Montenegro (1) - NEP Nepal (1) - NOR Noruega (29) - NZL Nova Zelândia (18) - NED Países Baixos (14) - PER Peru (1) - POL Polônia (26) - KGZ Quirguistão (1) - CZE Chéquia (26) - MKD Macedônia do Norte (1) - ROU Romênia (14) - RUS Rússia (61) - SMR San Marino (1) - SRB Sérvia (2) - SWE Suécia (36) - SUI Suíça (24) - TPE Taipé Chinês (4) - TUR Turquia (4) - UKR Ucrânia (23) - UZB Uzbequistão (3) |

## Eventos
Um total de sete esportes foram disputados nos primeiros Jogos de Inverno da Juventude, perfazendo um total de 15 disciplinas. Entre parênteses estão a quantidade de eventos de cada disciplina.
| - Biatlo (5) - Bobsleigh (2) - Combinado nórdico (1) - Curling (2) - Esqui alpino (9) | - Esqui cross-country (5) - Esqui estilo livre (4) - Hóquei no gelo (4) - Luge (4) - Patinação artística (5) | - Patinação de velocidade (8) - Patinação de velocidade em pista curta (5) - Salto de esqui (3) - Skeleton (2) - Snowboard (4) |

## Calendário
| A | Cerimônia de abertura | ● | Dia de competição | 1 | Dia de final | G | Apresentação de gala | E | Cerimônia de encerramento |

| Janeiro                                | 13 | 14 | 15 | 16 | 17 | 18 | 19 | 20 | 21 | 22 | Eventos |
| -------------------------------------- | -- | -- | -- | -- | -- | -- | -- | -- | -- | -- | ------- |
| Cerimônias                             | A  |    |    |    |    |    |    |    |    | E  |         |
| Biatlo                                 |    |    | 2  | 2  |    |    | 1  |    |    |    | 5       |
| Bobsleigh                              |    |    |    |    |    |    |    |    |    | 2  | 2       |
| Combinado nórdico                      |    |    | 1  |    |    |    |    |    |    |    | 1       |
| Curling                                |    | ●  | ●  | ●  | ●  | 1  |    | ●  | ●  | 1  | 2       |
| Esqui alpino                           |    | 2  | 2  |    | 1  | 1  | 1  | 1  | 1  |    | 9       |
| Esqui cross-country                    |    |    |    |    | 2  |    | 2  |    | 1  |    | 5       |
| Esqui estilo livre                     |    | ●  | 2  |    |    |    | ●  |    |    | 2  | 4       |
| Hóquei no gelo                         | ●  | ●  | ●  | ●  | ●  | ●  | 2  | ●  | ●  | 2  | 4       |
| Luge                                   |    |    | 1  | 2  | 1  |    |    |    |    |    | 4       |
| Patinação artística                    |    | ●  | ●  | 2  | 2  |    |    |    | 1  | G  | 5       |
| Patinação de velocidade                |    | 2  |    | 2  |    | 2  |    | 2  |    |    | 8       |
| Patinação de velocidade em pista curta |    |    |    |    |    | 2  | 2  |    | 1  |    | 5       |
| Salto de esqui                         |    | 2  |    |    |    |    |    |    | 1  |    | 3       |
| Skeleton                               |    |    |    |    |    |    |    |    | 2  |    | 2       |
| Snowboard                              |    | ●  | 2  |    |    |    | 2  |    |    |    | 4       |
| Finais                                 |    | 6  | 10 | 8  | 6  | 6  | 8  | 3  | 6  | 7  | 63      |
| Janeiro                                | 13 | 14 | 15 | 16 | 17 | 18 | 19 | 20 | 21 | 22 | Eventos |

## Quadro de medalhas
Para o quadro completo, veja Quadro de medalhas dos Jogos Olímpicos de Inverno da Juventude de 2012
     País sede destacado.
| Ordem | País                       | Medalha de ouro | Medalha de prata | Medalha de bronze |    |
| ----- | -------------------------- | --------------- | ---------------- | ----------------- | -- |
| 1     | GER Alemanha               | 8               | 7                | 2                 | 17 |
| 2     | CHN China                  | 7               | 4                | 4                 | 15 |
| 3     | AUT Áustria                | 6               | 4                | 3                 | 13 |
| 4     | KOR Coreia do Sul          | 6               | 3                | 2                 | 11 |
| 5     | RUS Rússia                 | 5               | 4                | 7                 | 16 |
| 6     | NED Países Baixos          | 4               | 1                | 2                 | 7  |
| –     | IOC Equipes internacionais | 3               | 3                | 3                 | 9  |
| 7     | SUI Suíça                  | 3               |                  | 5                 | 8  |
| 8     | JPN Japão                  | 2               | 5                | 9                 | 16 |
| 9     | NOR Noruega                | 2               | 5                | 2                 | 9  |
| 10    | USA Estados Unidos         | 2               | 3                | 3                 | 8  |